# Юз Асаф

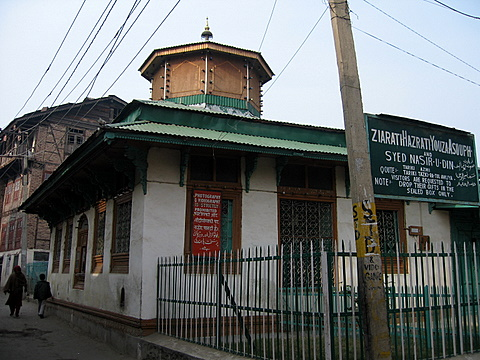
Роза-бал

Юзасаф или Юз Асаф — имя (یوذسف), данное пророку, погребённому в мавзолее Роза-бал в Шринагаре.

## Варлаам и Юзасаф
Юзасаф — имя Будды Гаутамы (Сиддхартха) в арабской версии легенды о Варлааме и Иоасафе. Например, в Посланиях Братьев чистоты (رسائل اخوان الصفاء) Басре 1405 года. В работе имама Ибн Бабавайха ас-Садука (923—991) упоминается некий человек, прозванный Юдасаф, чьи деяния и учения похожи на действия Иоасафа (Иосафата). Эти традиции расширились в Персидской истории Кашмира. В 1899 году Мирза Гулам Ахмад утверждал в первый раз, что легенды о Юзасафе делают ссылки на Иисуса.

## Ахмадиты
Ахмадийская Мусульманская Община учит, что пророк ассоциируется с Иисусом Христом, якобы спасшимся от смерти на кресте и бежавшим в Индию. Различные группы, которые связывают себя с христианами, именуют его Йосафат, буддисты — Бодхисаттва. Жители Шринагара именуют погребённого Сын Юсуфа или Сын Юза. По мнению Холгера Керстена, автора книги «Иисус жил в Индии», в течение 16-ти лет Иисус, вместе с Марией Магдалиной, проходил через Турцию, Персию, Западную Европу и, вероятно, Англию. В конце путешествия Иисус остановился в Кашмире, там умерла Мария Магдалина. Население Кашмира стало чтить его как пророка, и когда он умер, воздвигло могилу.
Властям штата неоднократно делались предложения провести анализ ДНК трупа Юз Асафа, однако они отвечали отказом.